# كيفن كونر
كيفن كونر (بالإنجليزية: Kevin Conner)‏ هو عالم عقيدة أسترالي، ولد في 6 فبراير 1927 في Carlton, Victoria ‏ في أستراليا، وتوفي في 18 فبراير 2019 في ملبورن في أستراليا.